# Eretmocerus californicus
Eretmocerus californicus is een vliesvleugelig insect uit de familie Aphelinidae. De wetenschappelijke naam is voor het eerst geldig gepubliceerd in 1895 door Howard.